# إيلزو كوليو
إيلزو كوليو (بالبرتغالية: Elzo Aloísio Coelho‏) (مواليد 22 يناير 1961) هو لاعب كرة قدم. يلعب مع منتخب البرازيل لكرة القدم. سبق له أن لعب في كأس العالم لكرة القدم مع منتخب بلاده.

## روابط خارجية
- إيلزو كوليو على موقع الاتحاد الدولي (مؤرشف)  (الإنجليزية)
- إيلزو كوليو على موقع قاعدة بيانات كرة القدم.إي يو (الإنجليزية)
- إيلزو كوليو على موقع ناشيونال فوتبول تيمز (الإنجليزية)